# Karolina Olsson

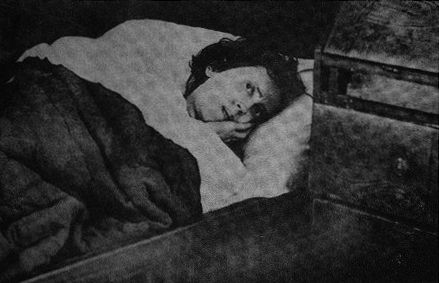
Karolina Olsson, 14. April 1908

Karolina Olsson (auch Carolina; * 29. Oktober 1861 auf Oknö bei Mönsterås, Schweden; † 5. April 1950) war 32 Jahre lang, von 1876 bis 1908, bewusstlos. Sie ist damit der Mensch mit der längsten Bewusstlosigkeit bis zum Wiedererwachen.
Es wurde spekuliert, ob es sich wirklich um eine vollkommene Bewusstlosigkeit handelte, da es mehrere ungeklärte Ereignisse gab. Beispielsweise hatte sie immer wieder geschnittene Fingernägel oder geschnittene Haare.

## Frühes Leben
Karolina Olssons Mutter gehörte zum Jahrgang 1829. Der Vater war ein Fischer und wurde 1825 geboren. Die beiden heirateten 1859. Karolina Olsson lebte mit ihren Eltern und fünf Geschwistern in einem Torp auf der Insel Oknö, welches ihre Mutter geerbt hatte. Olsson wurde zuhause in Haushaltsangelegenheiten unterrichtet und erlernte Schreiben und Lesen, bevor sie im Herbst 1875 mit dem Schulunterricht begann.

## Bewusstlosigkeit
Nach starken Zahnschmerzen fiel Karolina Olsson am 22. Februar 1876 in einen tiefen Schlaf, aus dem sie für über 30 Jahre nicht mehr aufwachen sollte. Anfangs glaubte ihre Familie, es sei Hexerei im Spiel.
Mehrmals besuchte sie ein Arzt aus der Gegend, Johan Emil Almbladh. Dieser diagnostizierte ihren Zustand als einen schweren Fall von Hysterie. Im Juli 1892 wurde sie einen Monat lang im Krankenhaus in Oskarshamn behandelt. Man versuchte auch, die Krankheit mit Hilfe von Elektrizität zu heilen. Am 2. August 1892 wurde sie entlassen, ohne dass sich ihr Zustand verändert hatte. Das Krankenhaus stellte die Diagnose „dementia paralytica“. Es gibt nur wenige Hinweise auf eine tatsächliche dementia paralytica, da sie während ihrer Bewusstlosigkeit von keinem Psychiater untersucht wurde.
Die ganze Zeit über wurde Olsson mit zwei Gläsern Milch pro Tag ernährt. Nach dem Tod ihrer Mutter im Jahre 1905 kümmerte sich die Haushälterin der Familie um Karolina. In Folge der Todesfälle ihrer Mutter und ihres Bruders soll Karolina Olsson krampfartig geweint haben. Olsson hatte stets ein gepflegtes Äußeres, so waren ihre Fingernägel immer kurz geschnitten und ihre Haare gewaschen. Laut ihrer Haushaltshilfe hatte sie in der Zeit ihrer Bewusstlosigkeit nie gesprochen, jedoch ab und an geweint und gejammert.
Sie war intelligent, aber von begrenztem Wissen. Sie wusste nichts über schwedische Geschichte, konnte Stockholm auf einer Karte nicht finden und verstand von Mathematik nur sehr wenig.

## Erklärungen
1912 veröffentlichte der Psychiater Harold Fröderström eine Untersuchung, La Dormeuse D’Oknö – 21 Ans de Stupeur Guerison Complete. Sie basierte auf einem Treffen mit Olsson im Jahr 1910, konnte aber die diese Gründe für ihren Zustand nicht klären. Professor Bror Gadelius vermutete, es könne sich um eine Störung der inneren Sekretion handeln – mit dem Ergebnis, dass sie in der Pubertät einschlief, und die Zeit der Fruchtbarkeit im Schlaf überwand. Er sagte auch, ein Grund könnte sein, dass die Mutter das Kind mit ständiger Pflege „verwöhnt“ habe, und Karolinas Regression das Ergebnis sei. Fröderström erhielt in Interviews mit zweien ihrer Brüder die Auskunft, dass sie ihre Schwester nie das Bett verlassen sahen – während der Vater sagte, dass er sie ein paar Mal auf dem Boden kriechen gesehen habe und sie bei drei Gelegenheiten sprechen gehört habe. So soll sie einmal gerufen haben: „Oh mein Jesus, hab Erbarmen mit mir“, und sei dann wieder ins Bett gekrochen. Während der ganzen Zeit kümmerte sich die Mutter alleine um sie.
Es stellte sich später heraus, dass Karolina gelegentlich bei Bewusstsein gewesen und fähig war, auf Trauer zu reagieren. Fröderström spekulierte unter anderem, dass Karolina selbst glaubte, dass sie schwer krank war und deshalb still war und die Augen geschlossen hielt, sowie das Essen verweigerte, um Mitgefühl zu wecken. Es wurde auch gemutmaßt, dass Mutter und Tochter in einer Art von Absprache miteinander lebten. Es ist weiterhin spekuliert worden, dass die Mutter ihre Tochter schützen wollte. Zudem war man skeptisch, dass sie mit einer Mahlzeit von nur zwei Gläsern Milch pro Tag überlebt hätte. So vermutete man, dass sie sich, als ihre Mutter starb, zusätzliche Nahrung organisiert hatte. Dies wäre jedoch allmählich zu schwer geworden, und sie habe daher einen schrittweisen Rückzug angetreten. Fröderström meinte, dass sie an einem Negativismus wie an einer Katatonie gelitten habe, auch wenn das normalerweise Menschen über 25–35 Jahren nicht betrifft. Eine andere Möglichkeit wäre ein dissoziatives Syndrom.